# Ковалинське сільське поселення (Урмарський район)
Кова́линське сільське поселення (рос. Ковалинское сельское поселение) — муніципальне утворення у складі Урмарського району Чувашії, Росія. Адміністративний центр — село Ковалі.

## Населення
Населення — 1170 осіб (2019, 1304 у 2010, 1584 у 2002).

## Склад
До складу поселення входять такі населені пункти:
| Населений пункт          | Населення, осіб (2002) | Населення, осіб (2010) |
| ------------------------ | ---------------------- | ---------------------- |
| Буїнськ, присілок        | 125                    | 96                     |
| Ковалі, село             | 896                    | 726                    |
| Сістебі, присілок        | 158                    | 142                    |
| Старе Муратово, присілок | 290                    | 252                    |
| Чирш-Сірма, присілок     | 115                    | 88                     |